# Marcel Renault
Marcel Renault (1872 – 25. května 1903) byl francouzský automobilový konstruktér a závodník.
Společně se svými bratry Louisem a Fernandem založil Marcel Renault v roce 1898 v Billancourtu firmu Renault Frères, která se později stala automobilkou Renault.
K propagaci svých výrobků se Marcel i Louis účastnili několika závodů, k největším úspěchům patří vítězství v závodě Paříž–Vídeň v roce 1902. Marcel se účastnil i závodu Paříž–Madrid o rok později. 24. května 1903, během etapy z Versailles došlo k několika haváriím, při nichž zemřelo nejméně osm lidí. Marcel Renault o den později podlehl následkům zranění, která utrpěl při jedné z nich. Závod byl toho dne v Bordeaux přerušen.

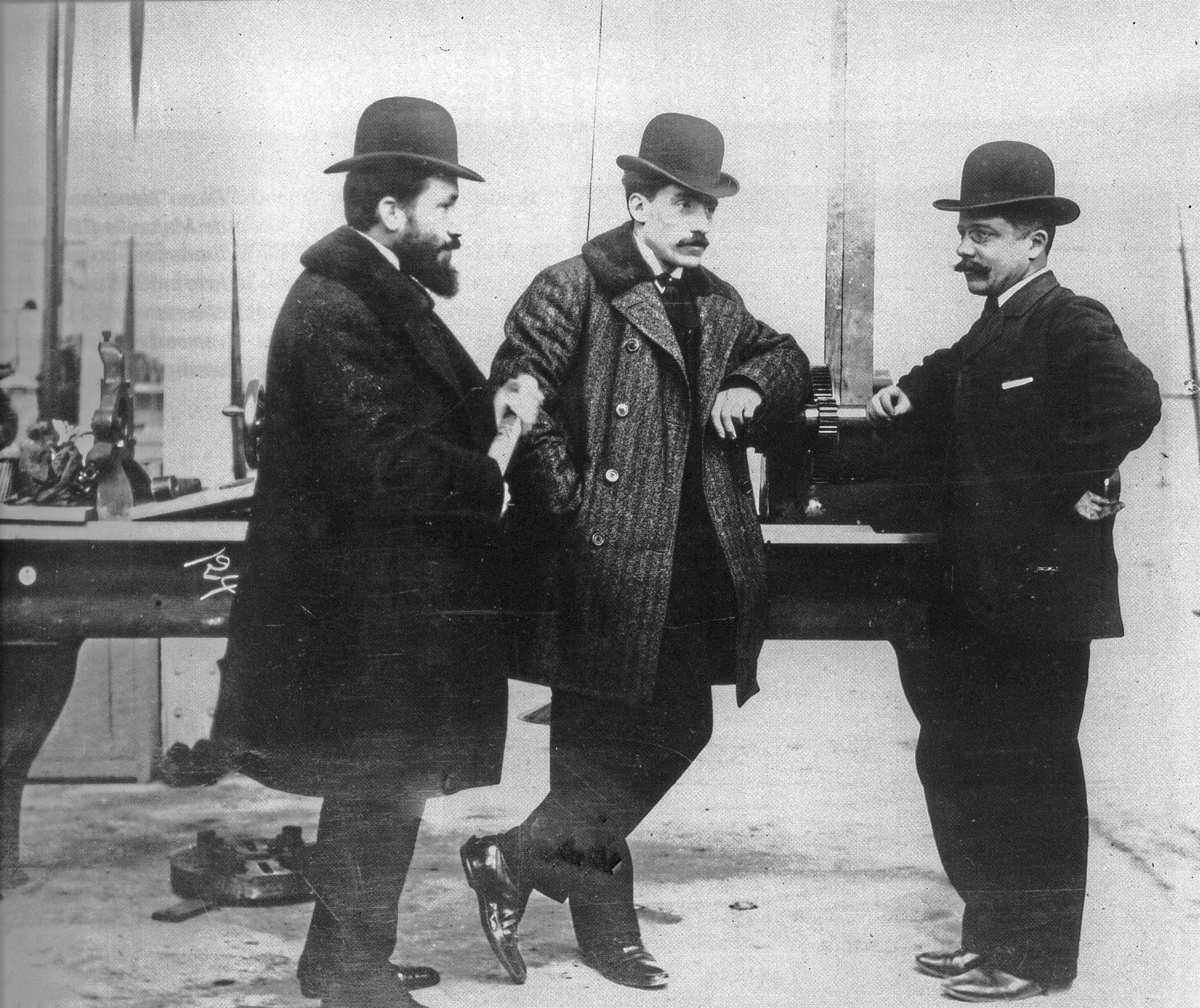
Bratři Marcel, Louis a Fernand
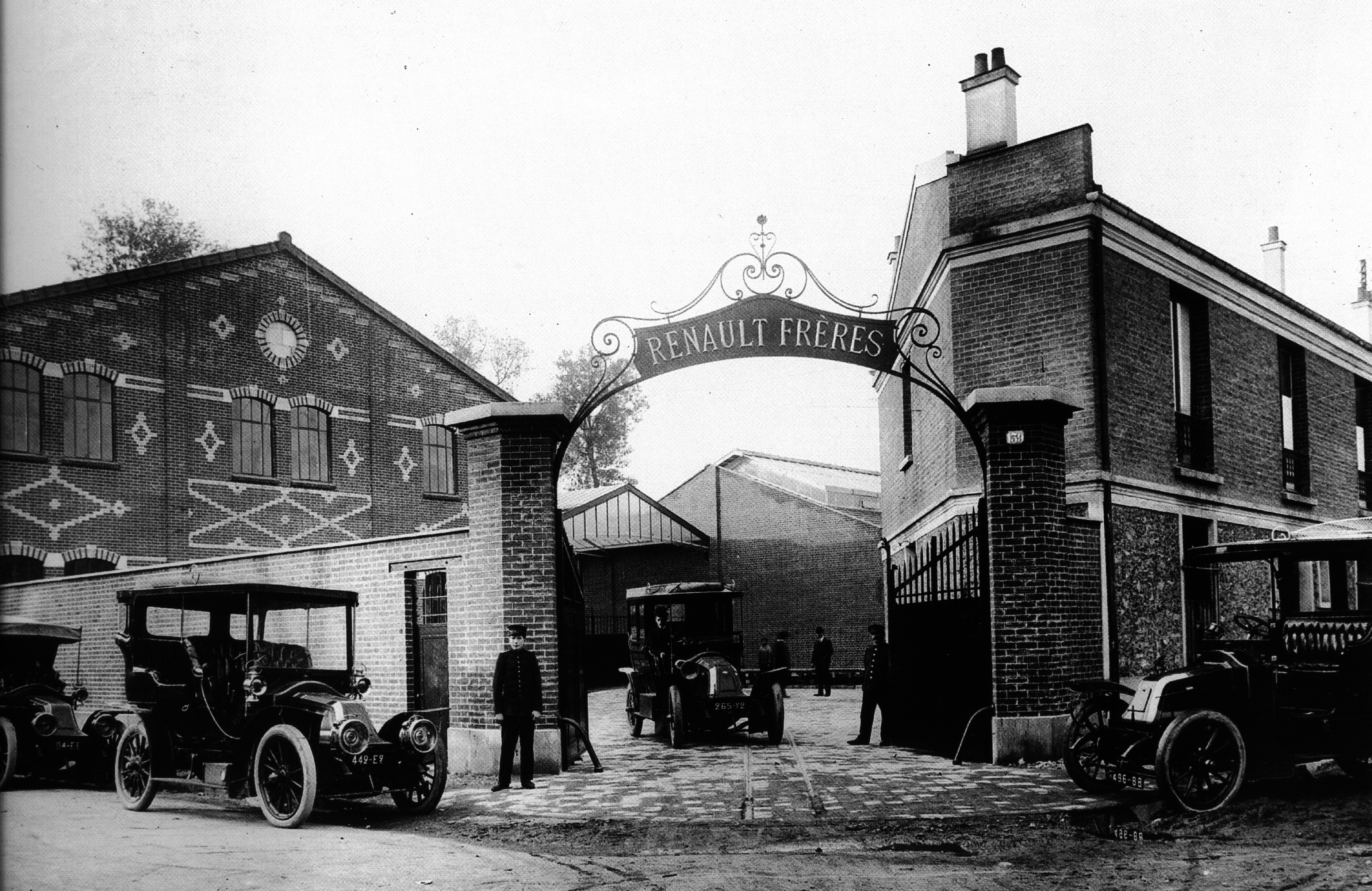
Firma Renault Frères na počátku 20. století
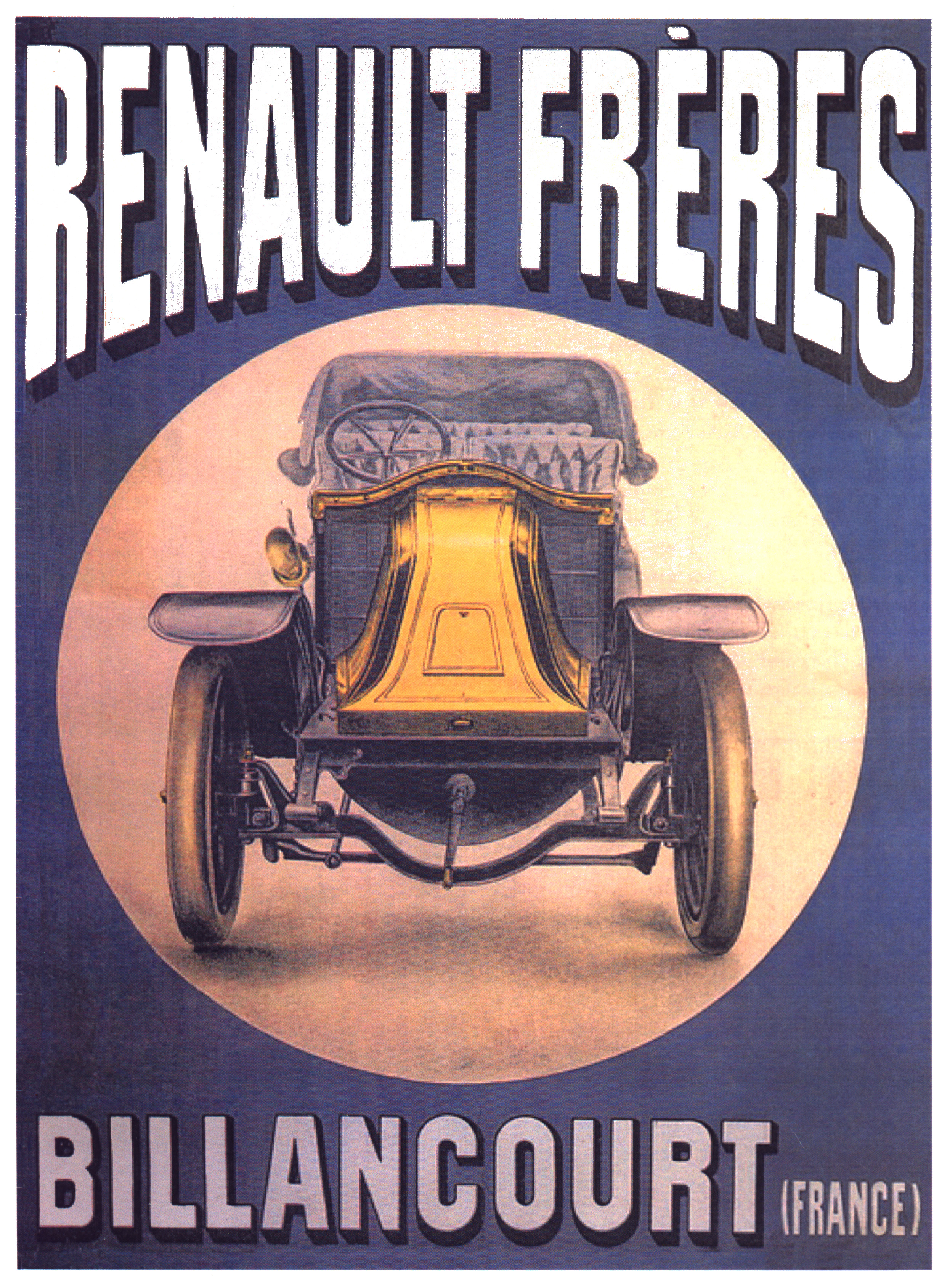
Reklamní plakát firmy Renault Frères
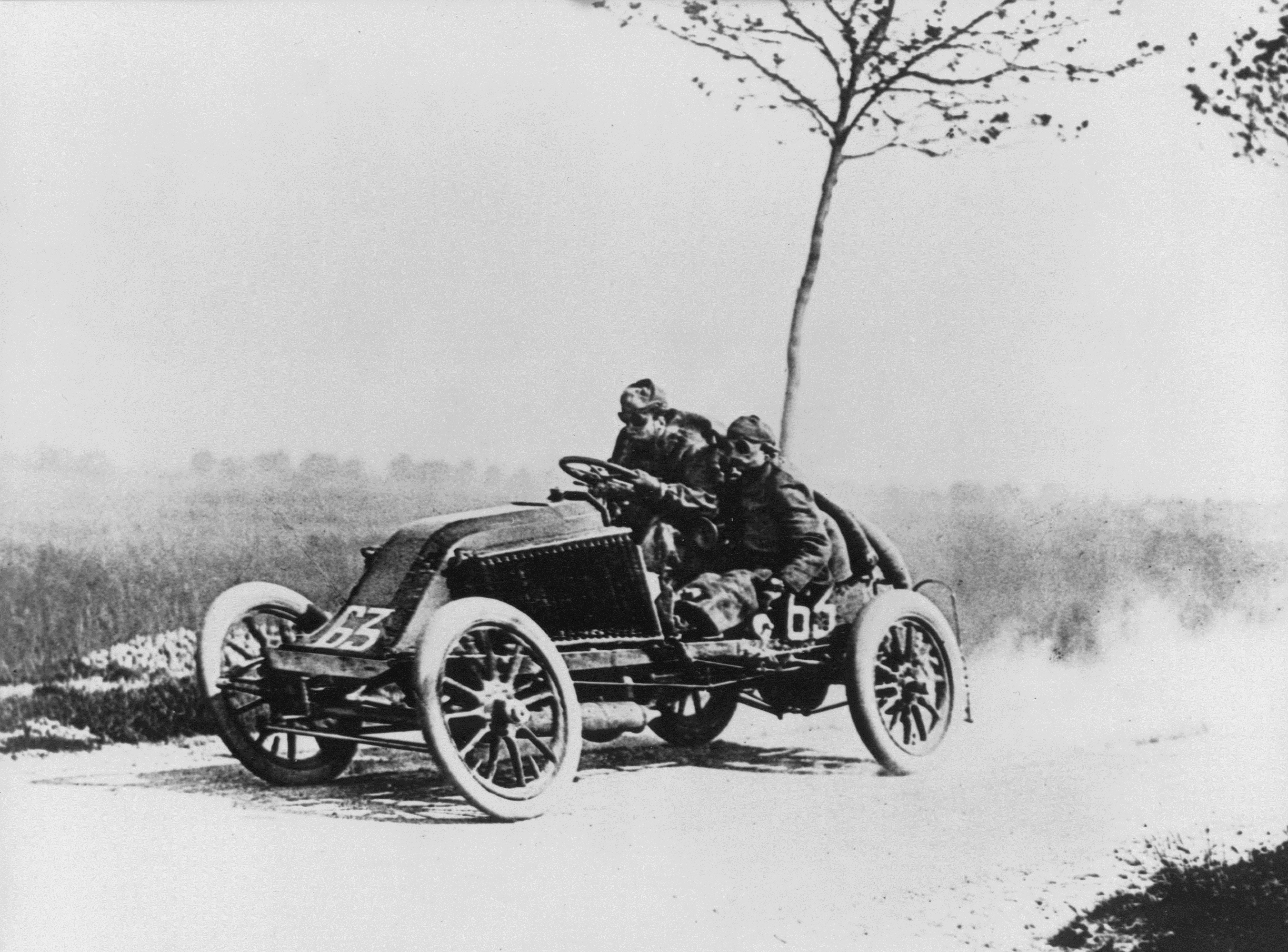
Marcel Renault s mechanikem Vauthierem během osudného závodu